# لويس هوكينز
لويس هوكينز (15 يونيو 1993 في المملكة المتحدة - ) (بالإنجليزية: Lewis Hawkins)‏ هو لاعب كرة قدم بريطاني في مركز الوسط. لعب مع نادي هارتلبول يونايتد ونادي يورك سيتي وويتبي تاون ‏ وسبنيمور تاون ‏.

## وصلات خارجية
- لويس هوكينز على موقع قاعدة بيانات كرة القدم.إي يو (الإنجليزية)
- لويس هوكينز على موقع Soccerbase.com (لاعب) (الإنجليزية)
- لويس هوكينز على موقع Soccerway.com (الإنجليزية)